# جيم هنري (لاعب كرة قدم)
جيم هنري (بالإنجليزية: Jim Henry)‏ (4 فبراير 1949 بدندي في المملكة المتحدة - ) هو لاعب كرة قدم بريطاني في مركز الوسط. لعب مع دندي يونايتد ونادي أبردين وTeam Hawaii ‏ وسان أنطونيو ثاندر وفورفار أثلتيك ‏ ورابطة كرة القدم الاسكتلندية الحادية عشر ‏.